# قراصنة الكاريبي: في نهاية العالم
قراصنة الكاريبي: في نهاية العالم (بالإنجليزية: Pirates of the Caribbean: At World's End)‏ هو فيلم مغامرات أمريكي أنتج عام 2007، وهو الجزء الثالث من سلسلة أفلام قراصنة الكاريبي وقد سبقه لعنة اللؤلؤة السوداء (2003)، وصندوق الرجل الميت (2006). أخرج الفيلم غور فيربينسكي مخرج الفيلمين السابقين، وأنتجه جيري بروكهايمر.
الفيلم من بطولة جوني ديب في دور القبطان جاك سبارو وأورلاندو بلوم في دور ويل ترنر وكيرا نايتلي في دور إليزابيث سوان.
تجدر الإشارة إلى أن الممثل السوري غسان مسعود يظهر في الفيلم في دور ثانوي ناطق.

## القصة

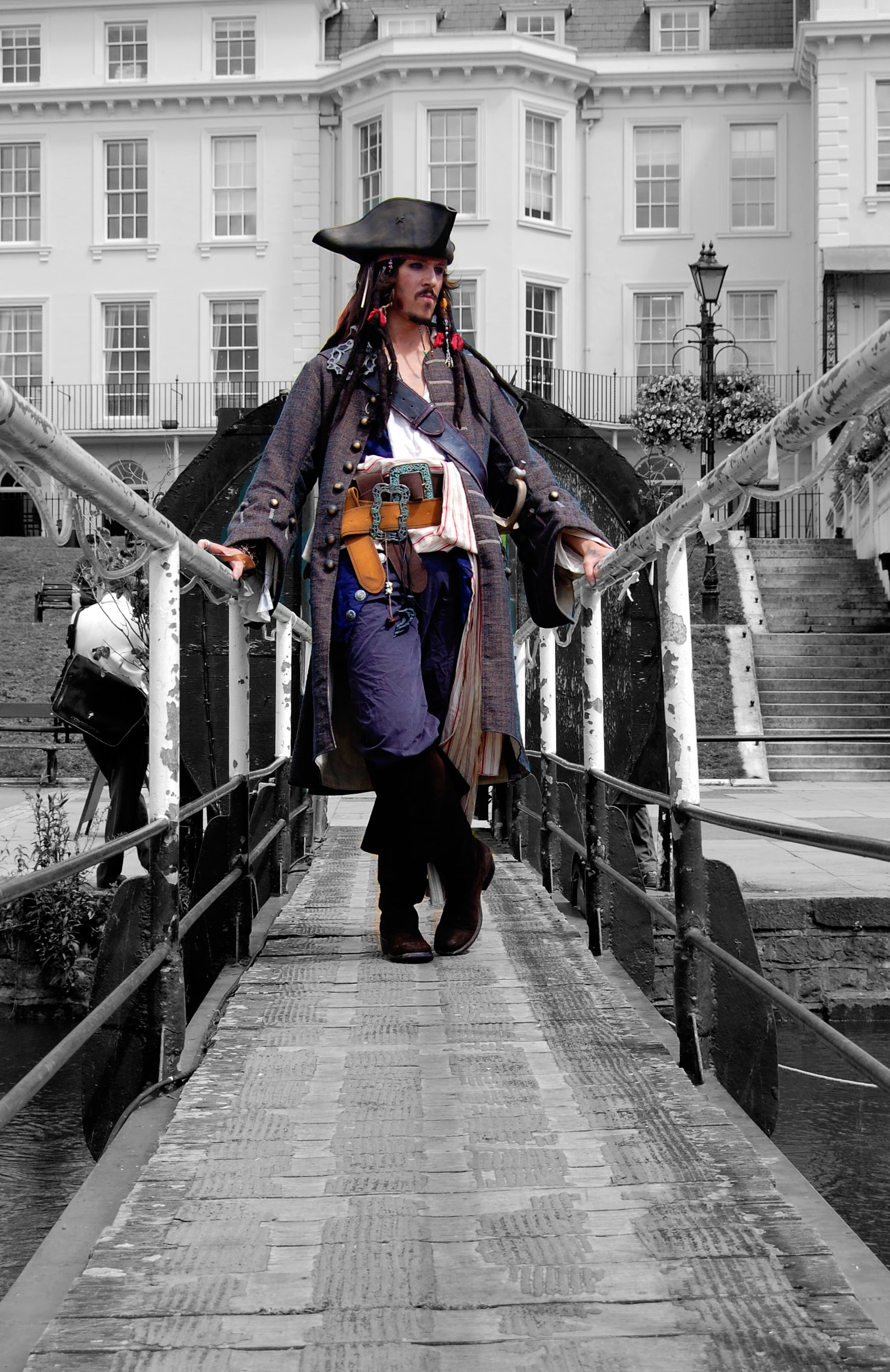
استنساخ جاك سبارو

بهدف السيطرة على المحيطات، كان اللورد كاتلر يأمر بإعدام أي شخص مرتبط بالقرصنة في بورت رويال ويأمر ديفي جونز بتدمير جميع سفن القراصنة. الكابتن جاك سبارو، لورد القراصنة في البحر الكاريبي، لم يسمي خليفة له قبل أن يُقاد إلى لوكر ديفي جونز، لذلك اتجه الطاقم المكون من الكابتن باربوسا وويل تورنر إليزابيث سوان وتيا دلما لإنقاذ جاك. سافر الطاقم إلى سنغافورة، والتقى القبطان ساو فينغ، لورد القراصنة لبحر الصين الجنوبي، الذي يمتلك خرائط ملاحية للوكر، ويعد سرًا بإعطاء جاك إلى فينغ مقابل سفينة اللؤلؤة، التي يعتزم استخدامها لإنقاذ والده من الهولندي الطائر.
عند الوصول إلى خزانة ديفي جونز، ينقذ الطاقم جاك ويستعيد سفينة اللؤلؤة. بينما كانوا في طريقهم للمغادرة، واجه الطاقم قوارب أرواح ميتة، بما في ذلك والد إليزابيث الحاكم سوان، الذي أعدمته بيكيت. تكشف تيا دلما أن الإلهة كاليبسو كلفت ديفي جونز بتوجيه أرواح من ماتوا في البحر إلى العالم الآخر. أفسد جونز هدفه وأصبح وحشًا. تكشف روح الحاكم سوان أن من يقتل جونز بطعن قلبه، يجب أن يصبح قبطان الهولندي.
بالعودة إلى العالم الحي، تتوقف سفينة اللؤلؤة عند جزيرة للحصول على المياه العذبة، إذ وجد الطاقم أن السفينة كراكن قد أُسرت على يد جونز بأوامر من بيكيت، إذ هاجمهم رجال ساو فينغ وبيكيت. سُلمت إليزابيث إلى فينغ، رمى جاك ويل من السفينة كجزء من خطة للسيطرة على الهولندي. يخطط فنغ لإطلاق سراحها لهزيمة بيكيت. هاجم جونز سفينة فينغ، ما أدى إلى إصابة فينغ بجروح قاتلة. يعين فينغ إليزابيث خليفته في منصب لورد القراصنة قبل أن يموت، لكن تُحبس إليزابيث والطاقم لاحقًا.
تصل سفينة اللؤلؤة إلى حطام سفينة كوف، إذ يحاول باربوسا إقناع المحكمة بالإفراج عن كاليبسو. ديفي جونز يزور تيا دلما في السفينة، ويكشف عن أنها كاليبسو. يخبر والد جاك، الكابتن تيغ، حارس القراصنة، المحكمة أن ملك القراصنة المنتخب هو الوحيد الذي يمكنه اتخاذ قرار بشأن خوض هذه المعركة. لتجنب حدوث مأزق، صوّت جاك لصالح إليزابيث، وجعلها ملكة.
تستعد المحكمة وأسطول بيكيت للحرب. إليزابيث، جاك، باربوسا، بيكيت، جونز، وويل بارلي، يقاتلون لصالح جاك. طعن جونز ويل، وأصابه بجروح قاتلة. جاك يساعد ويل في طعن القلب، ويقتل جونز، الذي سقط جسده في العاصفة. يهرب جاك وإليزابيث من الهولندي بينما يغرقان في العاصفة.
عندما اشتبكت سفينة بيكيت، إنديفور، مع سفينة اللؤلؤة، يصعد الهولندي من البحر بقيادة ويل؛ ويتحرر الطاقم من لعنة جونز. تدمر سفينتي القراصنة إنديفور. اكتشف جاك وجوشامي غيبس أن باربوسا سرق السفينة مرة أخرى، لكن جاك سرق مخططات فينغ.
في مشهد بعد عشر سنوات، تشاهد إليزابيث وابنها هنري من جرف بحري بينما تعود على متن السفينة الهولندية.

## طاقم التمثيل
- جوني ديب بدور جاك سبارو: احتُجز سبارو مع سفينته اللؤلؤة السوداء بواسطة كراكن؛ وبقي محاصرًا هناك حتى يتحرك طاقمه السابق لإنقاذه.
- جيفري راش بدور هيكتور باربوسا: كان أول رفيق لجاك سبارو في الؤلؤة السوداء قبل أن يقود تمردًا ضده، كان مطلوبًا أيضًا لتحرير كاليبسو. قال ديب إنه كان سعيدًا لأنه حصل على المزيد من المشاهد مع راش مقارنة بالفيلم الأول: نحن مثل سيدتين عجوزتين تتشاجران على إبر الحياكة.[15][16]
- أورلاندو بلوم بدور ويل تيرنر: وهو حداد شاب تحول إلى قرصان، ابن بوتستراب بيل تورنر، وزوج إليزابيث سوان لاحقًا.
- كيرا نايتلي بدور إليزابيث سوان: ابنة الحاكم سوان وخطيبة ويل تيرنر. خدعت جاك سبارو لإنقاذ نفسها وطاقم بلاك بيرل، ذهبت بعد ذلك لإنقاذه. أصبحت سوان قائدة للإمبراطورة وقراصنة لبحر الصين الجنوبي خلفًا لفينغ، وأصبحت ملكة القراصنة افتراضيًا نتيجة تصويت محكمة بريذرين.
- بيل نيغي بدور ديفي جونز: الحاكم الخبيث لمملكة المحيط.
- توم هولاندر بدور كاتلر بيكيت: رئيس مجلس إدارة لشركة إيست إنديا، وهو الآن مسلح بتفويض من الملك ويمتلك قلب ديفي جونز، يحاول بيكيت السيطرة على محيطات العالم من أجل الأعمال المستدامة وإنهاء القرصنة.
- كيفن آر ماكنالي بدور جوزامي غيبس: رفيق جاك الأول المخلص، وإن كان مؤمنًا بالخرافات.
- جاك دافنبورت بدور جيمس نورنغتون: رُقي إلى رتبة أميرال مقابل منح قلب بيكيت جونز، وتحالف مع بيكيت والشركة، على الرغم من أنه لا يزال يهتم بإليزابيث، خطيبته السابقة، ويجد نفسه تائهَا ما بين واجبه وخطيبته السابقة.
- جوناثان برايس بدور سوان: حاكم بورت رويال ووالد إليزابيث سوان، وهو الآن محاصر في خدمة بيكيت.
- نعومي هاريس بدور تيا دلما/كاليبسو: ساحرة أوبيه تسافر مع طاقم بلاك بيرل لإنقاذ جاك؛ ولديها علاقة سابقة غامضة بديفي جونز.
- تشو يون فات بدور ساو فينغ: رب القراصنة لبحر الصين الجنوبي، وهو قائد السفينة الصينية الإمبراطورة وله تاريخ سيئ مع سبارو، إنه متردد في المساعدة في إنقاذه من خزانة ديفي جونز، تأكد أن تشاو كان يلعب دور فينغ في يوليو 2005 بينما كان إنتاج الفيلم الثاني في فترة توقف.[17]
- ديفيد سكوفيلد بدور السيد ميرسر: مساعد اللورد بيكيت، مكلف بحمل سلسلة ديفي جونز على متن الهولندي.
- غريغ إليس بدور ثيودور غروفز: الرجل الثاني في القيادة للورد بيكيت.
- لورين وفانيسا برانش بدور سكارليت وجيزيل.
- أنغوس بارنيت وغايلز بدور مولروي ومورتوغ.
- ريغي لي بدور تاي هوانغ.
- دومينيك سكوت كاي بدور الشاب هنري تورنر: ابن ويل تيرنر وإليزابيث سوان.

## شباك التذاكر
حصل فيلم قراصنة منطقة البحر الكاريبي: في نهاية العالم على 309.420.425 دولار في أمريكا الشمالية و654.000.000 دولار في بلدان أخرى، من إجمالي عالمي قدره 420.425 963 دولار. ومع ذلك، فإن أرباحها في جميع أنحاء العالم هي أكثر من 100 مليون دولار. خلال عطلة نهاية الأسبوع في جميع أنحاء العالم، حقق الفيلم 344.0 مليون دولار.

## وصلات خارجية
- قراصنة الكاريبي: في نهاية العالم على موقع IMDb (الإنجليزية)
- قراصنة الكاريبي: في نهاية العالم على موقع ميتاكريتيك (الإنجليزية)
- قراصنة الكاريبي: في نهاية العالم على موقع الموسوعة البريطانية (الإنجليزية)
- قراصنة الكاريبي: في نهاية العالم على موقع روتن توميتوز (الإنجليزية)
- قراصنة الكاريبي: في نهاية العالم على موقع نتفليكس (الإنجليزية)
- قراصنة الكاريبي: في نهاية العالم على موقع قاعدة بيانات الأفلام العربية
- قراصنة الكاريبي: في نهاية العالم على موقع ألو سيني (الفرنسية)
- قراصنة الكاريبي: في نهاية العالم على موقع Turner Classic Movies (الإنجليزية)
- قراصنة الكاريبي: في نهاية العالم على موقع أول موفي (الإنجليزية)
- قراصنة الكاريبي: في نهاية العالم على موقع بوكس أوفيس موجو (الإنجليزية)